# 平直方
平 直方（たいら の なおかた、生没年不詳）は、平安時代中期の武将。桓武平氏の当主で、摂関家の家人として在京軍事貴族でもあった。平忠常の乱の際には、追討使として討伐にあたった。

## 概要
京都に本拠地を持ち、摂関家の家人として藤原頼通に奉仕を続けた。鎌倉に所領を得て居館を構え、関東の本拠地とした。
官職は追討使・能登守・上野介・上総介・検非違使・左衛門少尉などを歴任した。
東国で平忠常が叛乱を起こすと、朝廷は維時を上総介に任命して、その子直方に忠常征伐の勅命を下した。直方は麾下の軍勢と東海、東山、北陸の三道の軍を結集して討伐に向うが、関東を押さえて士気の上がる忠常軍を攻めきれずにいた。直方は持久戦で忠常軍を追い詰めるが、朝廷は直方の戦法を手ぬるいと判断して直方を解任した。代わって、かつて直方の家人であった河内源氏の源頼信（頼義の父）を甲斐守に任命して、忠常の討伐を命じた。直方の持久戦で疲弊していた忠常は頼信にすみやかに降伏した。
直方は、源頼義が後に相模守に就いた時期に娘を娶らせ、本拠地の鎌倉を譲り渡した。この理由は頼義の武芸（特に射騎）の巧みさに感服して、同じ武門の家のものとして誼を通じていきたいと願ったからと伝わる。ただし、直方も頼義も実態は「京武者」と称される軍事貴族であったと考えられ、両者の婚姻は京都で成立したとみられている。

## 系譜

### 祖先
桓武平氏国香流
桓武天皇－葛原親王－高見王－高望王－平国香－平貞盛－平維将－平維時－平直方

### 子孫
鎌倉幕府の執権などを歴任した北条氏が平直方の子孫を称している。また『平家物語』などで平敦盛を討ち、後に後悔して出家した熊谷直実も直方の子孫を称している。
- 通説：平直方－平維方－平盛方（北条盛方）－熊谷直貞－熊谷直実
- 異説：平直方－平（熊谷）直季－熊谷直広－熊谷直孝＝熊谷直貞－熊谷直実[注釈 3]

### 子
- 平維方

### 外孫
- 源義家（八幡太郎）・源義綱（賀茂次郎）・源義光（新羅三郎）[注釈 4]
- 藤原棟綱（藤原北家長良流）
- 藤原朝憲（藤原北家勧修寺流）